# Río Amambaí
El río Amambaí es un río que baña el sudeste del estado de Mato Grosso del Sur, en Brasil.
Nace en la cordillera de Amambay, cerca del límite con Paraguay y discurre con dirección este hasta desembocar en el río Paraná, al norte de la isla Grande, la mayor isla fluvial del río Paraná.
- Datos: Q6114766